# Boom Boom (Justice Crew)
Boom Boom è un singolo registrato dal gruppo australiano hip hop dance dei Justice Crew. È stato pubblicato in Australia il 2 luglio 2012 come quinto singolo della band. Il singolo ha procurato la numero uno nella ARIA Charts.

## Tracce
Download digitale
1. Boom Boom – 3:05

CD
1. Boom Boom – 3:05
2. Boom Boom (Bodega Bullies Club remix)
3. Boom Boom (Supasound Club remix)
4. Boom Boom (Supasound Dub remix)
5. Boom Boom (karaoke mix)